# 光の空のクオリア
「光の空のクオリア」（ひかりのそらのクオリア）は、Cyua/Velforest.のスプリットシングル。2008年6月26日に5pb.Recordsから発売された。

## 解説
DS用ゲームソフト『ひぐらしのなく頃に絆 第三巻・螺』の主題歌に採用された。カップリング曲は、同ソフトのイメージソングである。

## 収録曲
1. 光の空のクオリア/Cyua [5:06]
作詞・作曲：志倉千代丸、編曲：水野大輔
  - DS用ゲームソフト『ひぐらしのなく頃に絆 第三巻・螺』主題歌
2. 漆黒の祭壇/Velforest. [4:15]
作詞・作曲：志倉千代丸、編曲：磯江俊道
  - DS用ゲームソフト『ひぐらしのなく頃に絆 第三巻・螺』イメージソング
3. 光の空のクオリア (off vocal)
4. 漆黒の祭壇 (off vocal)

## 収録アルバム
| 収録曲           | 収録アルバム                        | 発売日        |
| ---------------- | ----------------------------------- | ------------- |
| 光の空のクオリア | ひぐらしのなく頃に ボーカルソング集 | 2010年1月27日 |
| 漆黒の祭壇       | ひぐらしのなく頃に ボーカルソング集 | 2010年1月27日 |